# Anurophorus mongolicus
Anurophorus mongolicus är en urinsektsart som beskrevs av Dunger 1982. Anurophorus mongolicus ingår i släktet Anurophorus och familjen Isotomidae. Inga underarter finns listade i Catalogue of Life.